# Klișciînți, Ciornobai
Klișciînți (în ucraineană Кліщинці) este o comună în raionul Ciornobai, regiunea Cerkasî, Ucraina, formată numai din satul de reședință.

## Demografie
Componența lingvistică a comunei Klișciînți
     Ucraineană (96,17%)
     Rusă (3,37%)
     Alte limbi (0,39%)
Conform recensământului din 2001, majoritatea populației comunei Klișciînți era vorbitoare de ucraineană (96,17%), existând în minoritate și vorbitori de rusă (3,37%).